# Franz Xaver Knapp

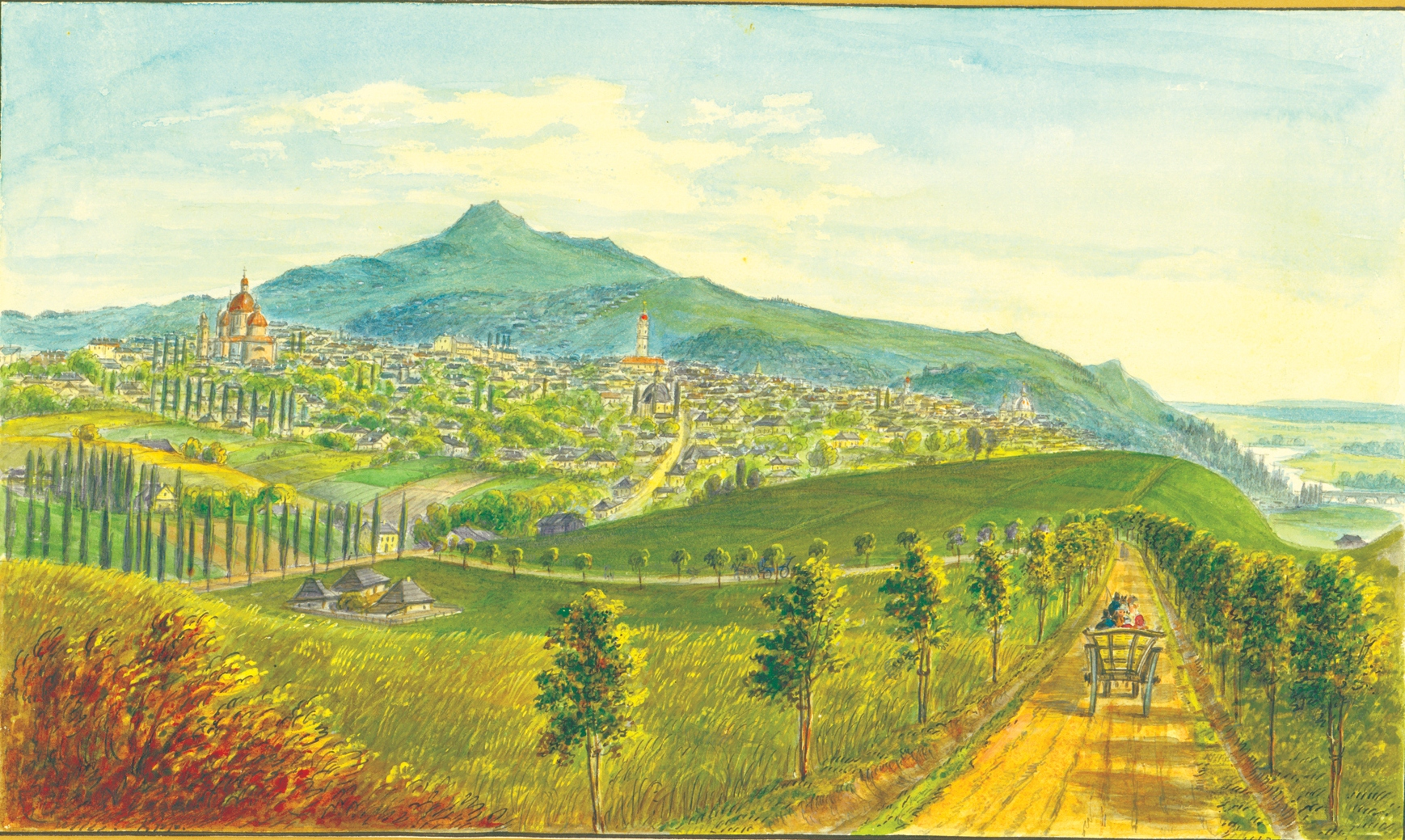
Landeshauptstadt Czernowitz

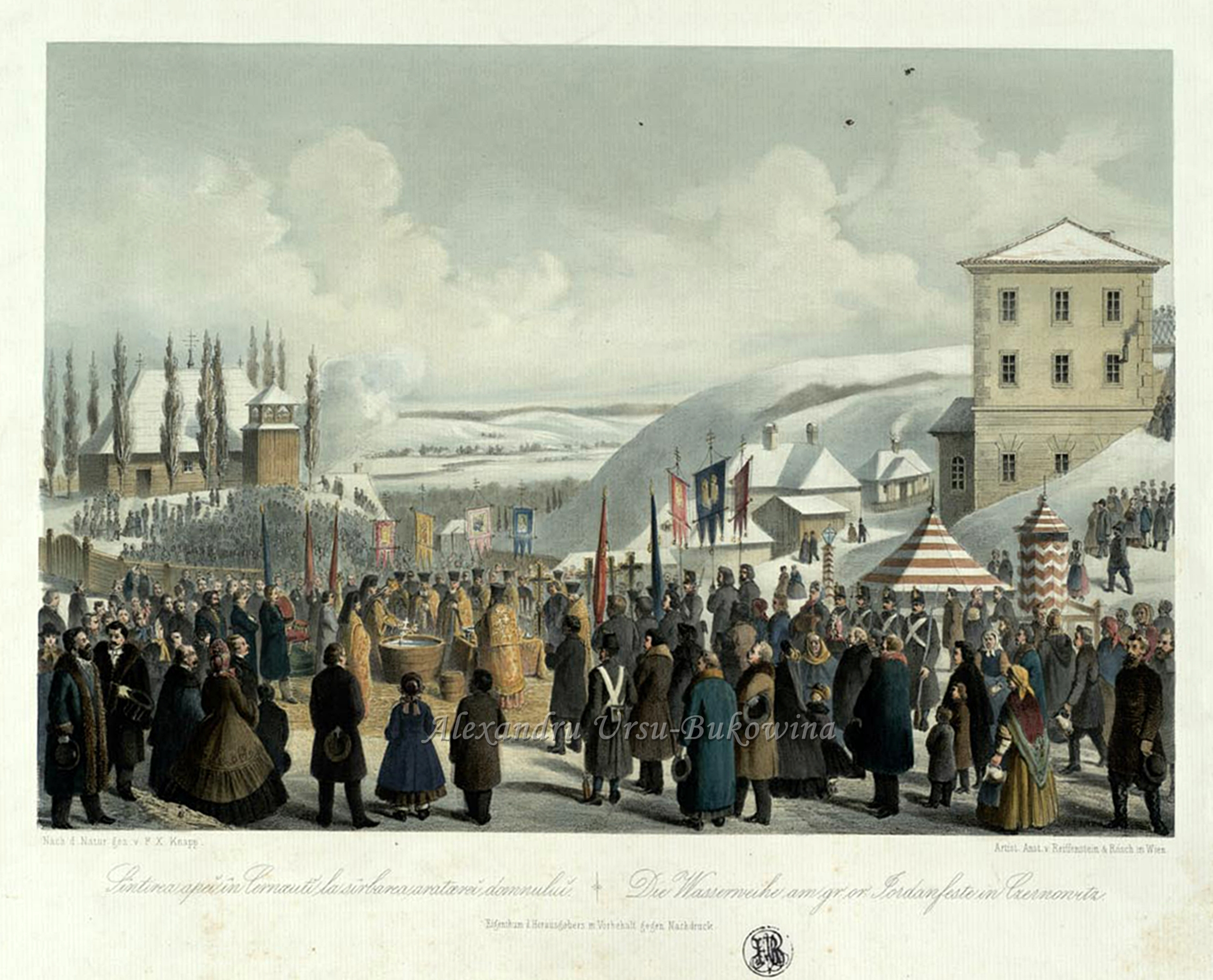
Die Wasserweihe in Czernowitz

Franz Xaver Knapp (* 3. September 1809 in Tachov; † 16. September 1883 in Czernowitz) war ein in Czernowitz tätiger österreichischer Maler, Illustrator und Klavierlehrer.
Franz Xaver Knapp illustrierte um 1874 das Album Illustrierte Bukowina mit 18 Lithographien nach seinen Aquarellen, die viele Ortschaften im Herzogtum Bukowina, wie Czernowitz, Suczawa, Vatra Dornei, Lopuschna (Wyschnyzja) und Storoschynez darstellen. Das Album war Graf Karl von Rothkirch-Panthen, dem bis 1860 Landespräsidenten von Bukowina gewidmet. Außerdem schuf er eine Reihe großformatiger Bilder mit Ansichten aus der Bukowina.
Knapp war auch als Porträtist tätig, seine Porträts zeigen unter anderem Sylvester Morariu-Andriewicz, Heraclios Porumbescu-Golembiovski und Niculae Picu.
Knapps Werke befinden sich in Czernowitzer und Wiener Kunstsammlungen.